# Oxyacanthus flavus
Oxyacanthus flavus is een vlokreeftensoort uit de familie van de Acanthogammaridae. De wetenschappelijke naam van de soort is voor het eerst geldig gepubliceerd in 1901 door Garjajeff.